# Euplica festiva
Euplica festiva là một loài ốc biển, là động vật thân mềm chân bụng sống ở biển trong họ Columbellidae.

## Miêu tả
Loài này có kích thước giữa 7 mm and 11 mm

## Phân bố
Chúng phân bố ở Biển Đỏ, Vịnh Aden, Ấn Độ Dương dọc theo Chagos, Madagascar, Seychelles và Réunion và along West Ấn Độ, quần đảo Bonin và phía nam của Nhật Bản.